# San Clemente (Jalisco)
San Clemente es una localidad del estado mexicano de Jalisco. Es parte del municipio de Unión de Tula.

## Toponimia
El nombre «San Clemente» hace referencia al santo patrono de la localidad: Clemente de Roma.

## Demografía
| Gráfica de evolución demográfica |
|                                  |

| Censo | Población |
| ----- | --------- |
| 1900  | 448       |
| 1910  | 622       |
| 1921  | 1 456     |
| 1930  | 670       |
| 1940  | 801       |
| 1950  | 956       |
| 1960  | 1 145     |
| 1970  | 1 234     |
| 1980  | 1 116     |
| 1990  | 1 296     |
| 2000  | 1 190     |
| 2010  | 1 182     |
| 2020  | 1 005     |